# Uwe Voehl
Uwe Voehl (* 26. April 1959 in Hagen) ist ein deutscher Schriftsteller, Herausgeber und Lektor, der hauptsächlich – teilweise unter Pseudonym (so als Monica Mirelli) – Werke des Krimi-Genres und der Phantastik veröffentlicht.

## Leben
Uwe Voehl gab noch während seiner Schulzeit die Anthologie Die Galgenpuppe heraus. Nach dem Abitur auf dem Hagener Fichte-Gymnasium und der Bundeswehrzeit in Stade studierte Voehl Betriebswirtschaftslehre und Rechtswissenschaft, später war er Werbetexter und Konzepter in Agenturen und Versandhäusern wie der Otto Group. 1981 veröffentlichte er vier Heftromane in der Reihe Vampir-Horror-Roman beim Erich Pabel Verlag. Ferner gab er Anfang der neunziger Jahre gemeinsam mit Malte S. Sembten und Uwe Sommerlad vier Ausgaben des Horrormagazins Necropolitan heraus.
Uwe Voehl lebt als freiberuflicher Autor und Lektor in Bad Salzuflen. Außerdem ist Voehl als Dozent für Kreatives Schreiben tätig, u. a. für die von Ann-Kathrin Schwarz und Jan F. Wielpütz geleitete „Bastei Lübbe Academy“. Zusammen mit Jörg Kleudgen gründete Voehl 2012 die „Murder Press“. Für die Buchreihe Das Haus Zamis verfasste Uwe Voehl seit dem Tode des „Vaters der Serie“, Ernst Vlcek, federführend die Exposés mit. Von 2014 bis 2018 war Uwe Voehl als Redakteur für die Bastei-Entertainment-Reihe Cotton Reloaded verantwortlich, ein Remake der erfolgreichen Kriminalromanreihe Jerry Cotton. Seit 2017 betreut Uwe Voehl die Bastei-Romanserie Professor Zamorra.
Bis Ende 2015 war Voehl Mitglied in der Autorenvereinigung Syndikat. 2014 war er dort Mitglied der Jury des Hansjörg-Martin-Preises, 2015 Mitglied der Glauser-Preis-Jury „Krimidebüt“.
Von 2019 bis 2023 war Voehl ehrenamtlicher Richter am Jugendschöffengericht in Lemgo.

## Auszeichnungen und Nominierungen (Auswahl)
- Nyctalus-Preis für die beste Kurzgeschichte (Nominierung) 2005
- Krimipreis Schloss Netzschkau für die beste Kurzgeschichte (1. Platz) 2006
- Krimipreis Schloss Wildenfels für die beste Kurzgeschichte (1. Platz) 2006
- Utopia-Literaturpreis der Aktion Mensch und des Börsenvereins des Deutschen Buchhandels 2008
- diverse Nominierungen 2008–2017 für den Vincent Preis

## Werke: Krimi und Thriller (Auswahl)
Romane:
Kommissarin Coltella-Reihe:
- Mords-Weihnacht (unter dem Pseudonym Monica Mirelli mit Ralf Kramp und Carsten Sebastian Henn), KBV-Verlag, Hillesheim 2008, ISBN 978-3-940077-38-7.
- Mords-Ostern (unter dem Pseudonym Monica Mirelli mit Ralf Kramp und Carsten Sebastian Henn), KBV-Verlag, Hillesheim 2009, ISBN 978-3-940077-57-8.
- Mords-Muttertag (unter dem Pseudonym Monica Mirelli mit Ralf Kramp und Carsten Sebastian Henn), KBV-Verlag, Hillesheim 2010, ISBN 978-3-940077-81-3.
- Mords-Geburtstag (unter dem Pseudonym Monica Mirelli mit Ralf Kramp und Carsten Sebastian Henn), KBV-Verlag, Hillesheim 2011, ISBN 978-3-942446-18-1.
- Mords-Hochzeit (unter dem Pseudonym Monica Mirelli mit Ralf Kramp und Carsten Sebastian Henn), KBV-Verlag, Hillesheim 2013, ISBN 978-3-942446-88-4.
- Mords-Urlaub (mit Ralf Kramp und Carsten Sebastian Henn), KBV-Verlag, Hillesheim 2015, ISBN 978-3-940077-81-3.
- Mords-Feste (mit Ralf Kramp und Carsten Sebastian Henn), KBV-Verlag, Hillesheim 2017, ISBN  978-3954413584.
- Mords-Feste 2 (mit Ralf Kramp und Carsten Sebastian Henn), KBV-Verlag, Hillesheim 2017, ISBN 978-3954413799.

Morgenstern & Dickens-Reihe:
- Blut und Rüben. Bastei-Lübbe, Köln 2011, ISBN 978-3-404-16063-1.
- Tod und Schinken. Bastei-Lübbe, Köln 2012, ISBN 978-3-404-16751-7.
- Dinner mit Mord. Bastei-Lübbe, Köln 2014, ISBN 978-3-404-16989-4.

Lippe-Krimi-Reihe:
- Mörderische Kurschatten. topp + möller, Detmold 2013, ISBN 978-3-936867-47-3.
- Lipper Blut. topp + möller, Detmold 2016, ISBN 978-3-936867-64-0.

Küchenkrimi-Reihe:
- Mord zum Aperitif. topp + möller, Detmold 2014, ISBN 978-3-936867-53-4.
- Drama beim Dinner. topp + möller, Detmold 2015, ISBN 978-3-936867-56-5.
- Tod zum Dessert. topp + möller, Detmold 2015, ISBN 978-3-936867-58-9.

Einzelwerke:
- Schwesternschmerz. Bastei Entertainment, Köln 2015.
- Mörderisches Klassentreffen, Blitz-Verlag, Windeck 2022

Als Herausgeber und Textredakteur:
- mit Claudia Puhlfürst: OWL kriminell. KBV-Verlag, Hillesheim 2009, ISBN 978-3-940077-55-4.
- mit Peter Gerdes: Westfälisches Mordkompott. Leda-Verlag, Leer 2012, ISBN 978-3-86412-008-4.
- Cotton Reloaded. E-Book- und Audio-Reihe, Bastei Entertainment, Köln 2014–2018.

## Werke, Phantastik (Auswahl)
Romane und Sammlungen:
- mit Michael Knoke und Jörg Bartscher-Kleudgen: Cassinis Gesänge. Goblin Press, Arnsberg 2003.
- mit Jörg Bartscher-Kleudgen: Hallig-Spuk. Goblin Press, Arnsberg 2003.
- Schwarze Herzen. mgverlag/Edition Bärenklau, Plaidt 2006, ISBN 3-931164-47-0.
- Totenmeer. Basilisk Verlag, Reichelsheim 2008, ISBN 3-935706-35-9.
- Das Archiv der schwarzen Särge. Zaubermond-Verlag, Hamburg 2008.
- Das Strandhotel der sieben Schreie. Zaubermond-Verlag, Hamburg 2009.
- Der Kuss der Medusa. KBV-Verlag, Hillesheim 2009, ISBN 978-3-940077-58-5.
- Necroversum. 4 Bände Bastei Entertainment, Köln 2013–2015 (ausschließlich als E-Book und Audiodatei)
- mit Jörg Bartscher-Kleudgen: Arkheim. Goblin Press, Büdingen 2016.
- mit Malte S. Sembten: Fischmund. Edition CL Eric Hantsch, Neustadt 2017.
- Die Inquisitorin (HEXENHAMMER I). Zaubermond-Verlag, Hamburg 2019, ISBN 978-3-95426-631-9.
- Alles Leid währt Ewigkeit (HEXENHAMMER II). Zaubermond-Verlag, Hamburg 2020.
- mit Jörg Kleudgen: (N)acht Orte, Goblin Press, Büdingen 2021.

Storys
- Halloween in Albmaar. Totenschein Extrablatt, Zweibrücken 2023

Als Herausgeber und Redakteur:
- Die Galgenpuppe. Erich Pabel Verlag, Rastatt 1979.
- No more Monsters. (mit Malte S. Sembten).
- Blutige Tränen. Zaubermond-Verlag, Hamburg 2006.
- Die Teufelsanbeter. Zaubermond-Verlag, Hamburg 2012.
- Das Haus der Hexe. Zaubermond-Verlag, Hamburg 2012.
- Horror Factory. E-Book- und Audio-Reihe, Bastei Entertainment, Köln 2013–2014.
- Kingsport – ein Reiseführer. Basilisk Verlag, Reichelsheim 2014, ISBN 978-3-935706-80-3.
- Angel Island: Die Halloween-Anthologie. (mit Oliver Schütte), Bastei Lübbe, Köln 2014, ISBN 978-3-404-17075-3.
- Leipzig morbid: Eine Reise durch das dunkle Leipzig in 21 Geschichten. (mit Uwe Schimunek), Lychatz Verlag, Leipzig 2017, ISBN 978-3-942929-54-7.
- Professor Zamorra. Bastei Lübbe, Köln, ab 2017.
- Wien morbid: Eine Reise durch das dunkle Wien in 21 Geschichten. (mit Uwe Schimunek und Günther Zäuner), Lychatz Verlag, Leipzig 2021.

## Sonstiges (Auswahl)
- Allerleigrau: Neue deutsche Kinderreime. Illustriert von Ralf Alex Fichtner. Bad Salzuflen/Schwarzenberg 2019.
- Goblin Press. Die frühen Jahre: 1990-2004. Eine illustrierte Dokumentation. Verlag Lindenstruth, Gießen 2022
- Ahnungen, Brennessel No. 3, Edition Dryade, Bremen 2023